# タチアナ・ペトリュク

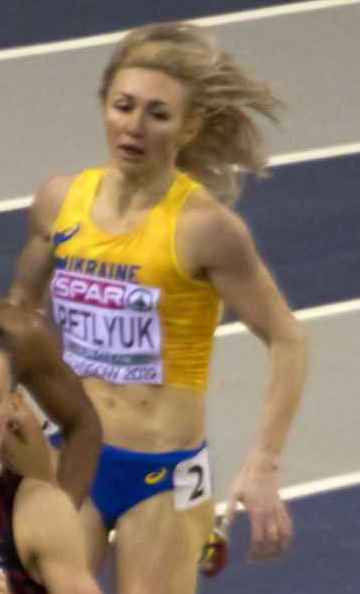
タチアナ・ペトリュク

タチアナ・ペトリュク(Tetyana Petlyuk、1982年2月22日 - )は、ウクライナの女子陸上選手。800メートル競走を専門とする。キエフ出身。日本ではテチアナ・ペトリュクの表記も見られる。彼女の800メートルのベストタイムは2006年6月にウクライナのキエフで記録した1分57秒34である。
2004年にはアテネオリンピックに出場しており、800mに出場した。1次予選ではモロッコのハスナ・ベンハシ、モザンビークのマリア・ムトラに続く3位で予選を突破、2次予選でもハスナ・ベンハシとスロベニアのヨランダ・チェプラクに続く3位につけたがわずかなタイムの差で決勝進出を逃している。2008年には2度目のオリンピックとなる北京オリンピックに出場し、400mに出場、1次予選ではケニアのジェネス・ジェプコスゲイに次ぐ2位だったものの、2次予選でロシアのスベトラーナ・クリュカ、モザンビークのマリア・ムトラ、スロバキアのルチア・クロコワに敗れた4位で終わった。今回はオクサナ・シチェルバク、クセーニャ・カランディク、ナタリア・ピヒダと共に4×400mリレーのも出場したが、予選で敗退した。

## 主な実績
| 年   | 大会                               | 場所                         | 結果 |
| ---- | ---------------------------------- | ---------------------------- | ---- |
| 1999 | 世界ユース陸上選手権               | ブィドゴシュチュ(ポーランド) | 2nd  |
| 2000 | 世界ジュニア陸上選手権             | サンティアゴ(チリ)           | 6th  |
| 2006 | ヨーロッパ陸上選手権               | ヨーテボリ(スウェーデン)     | 4th  |
| 2006 | IAAFワールドアスレチックファイナル | シュトゥットガルト(ドイツ)   | 6th  |
| 2007 | ヨーロッパ室内陸上選手権           | バーミンガム(イングランド)   | 2nd  |